# Faculdade Calvin

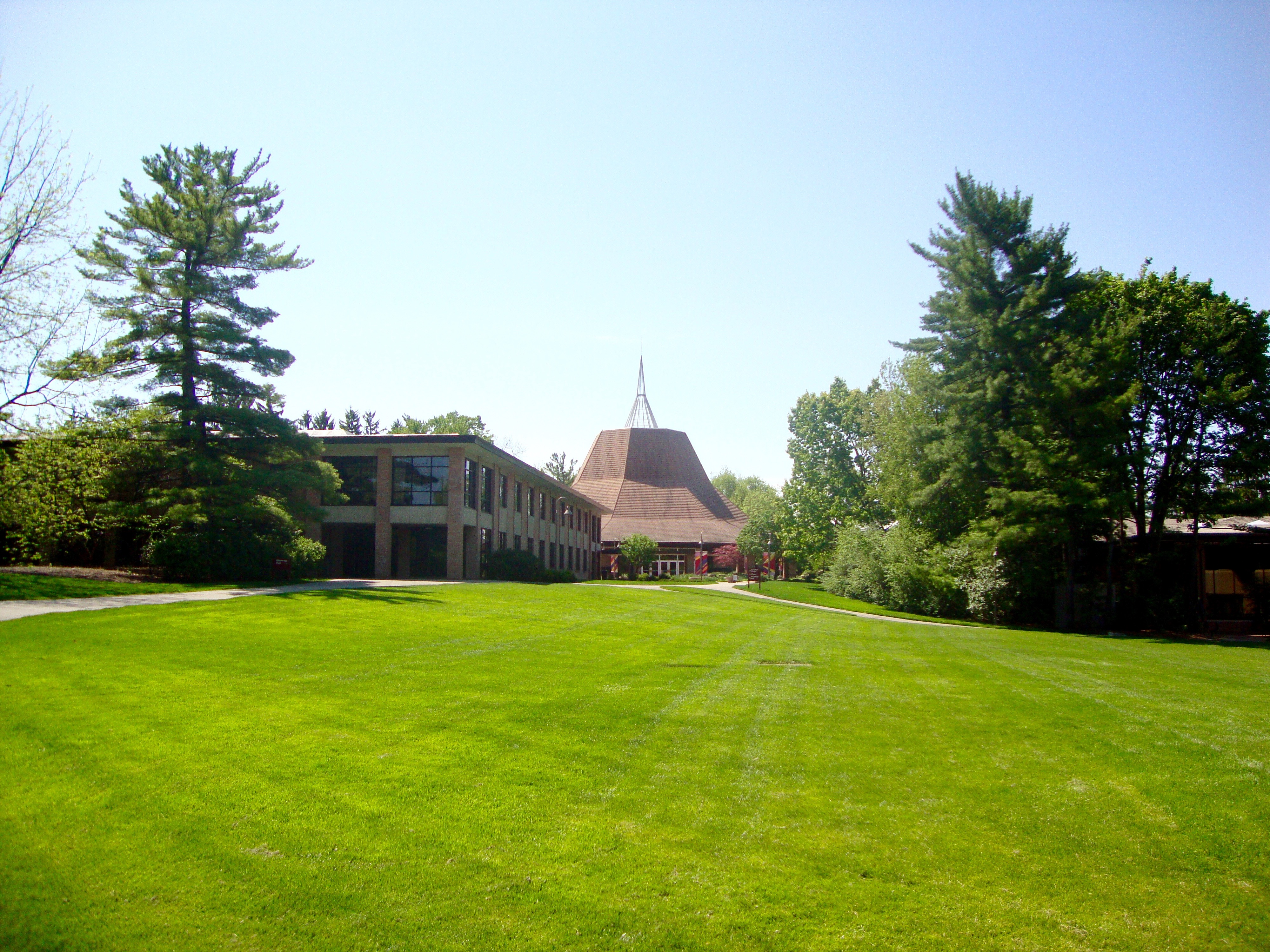

A Faculdade Calvin (em português: Calvin College) é uma faculdade de artes liberais em Grand Rapids, Michigan, Estados Unidos. Fundada em 1876, é uma instituição da Igreja Reformada Cristã. Foi nomeada em homenagem a João Calvino.